# Marcelino Perelló
Este artículo es sobre el activista catalán Marcelino Perelló. Para su hijo véase Marcelino Perelló Valls.
Marcelino Perelló Domingo (Barcelona, ¿1897?-Ciudad de México, 1961) fue un político y periodista español, de ideología independentista catalana. Fue el cabecilla del llamado complot de Garraf, en 1925.

## Biografía
Hijo de Frederic Perelló y Magdalena Domingo, fue jefe de las milicias del partido político Estat Català y formaba parte de la organización terrorista Bandera Negra.

### Complot de Garraf
Dirigió el complot de Garraf que, en 1925, se proponía atentar contra el rey Alfonso XIII y toda su familia, colocando un artefacto explosivo en un socavón por donde pasaría el tren con el monarca y la familia real. Una delación propició que el atentado fracasase y Perelló y los otros implicados, una vez detenidos y juzgados, fueron condenados a la pena de muerte que luego se conmutó por cadena perpetua.  Mientras estuvo encerrado en el Penal de El Dueso conoció a Edelmira Valls, que organizó una gran movilización, nacional e internacional, en solidaridad con los implicados en el atentado. 
A la caída de la dictadura de Primo de Rivera (1930), los implicados fueron amnistiados y salieron en libertad. A su salida de la cárcel Marcelino Perelló contrajo matrimonio con Edelmira Valls, con la que tuvo seis hijos.

### Actividad política
Perelló fue secretario general de Estat Català, y también militó en Nosaltres Sols! y en el Partit Català Proletari. Su radicalismo le hizo enfrentarse a Francesc Macià. Durante la Guerra Civil, Perelló dirigió el incautado Diario de Barcelona.
En 1939 se exilió con su familia a Francia, desde donde se embarcaron a Casablanca, en primer lugar, y desde allí a bordo del transatlántico portugués Nyassa a México, donde llegaron en 1942. Perelló trabajó en el comercio de la ferretería, y participó muy activamente en las acciones de grupos independentistas catalanes en el exterior de España. Fue miembro activo de la Unión Catalana Independentista, muy próxima a Catalunya Grop de Santiago de Cuba dirigido por Salvador Carbonell, Badó.